# Campionati del mondo di atletica leggera 2017 - Salto con l'asta femminile
La gara del salto con l'asta femminile dei Campionati del mondo di atletica leggera 2017 si è svolta tra il 4 e il 6 agosto.
Durante la finale, l'atleta Robeilys Peinado ha stabilito il nuovo record nazionale del Venezuela (4,65 m), così come la vincitrice Aikaterinī Stefanidī, che ha fatto registrare il nuovo record nazionale greco (4,91 m).

## Podio
| Pos.    | Atleta                          | Nazionalità    | Misura |
| ------- | ------------------------------- | -------------- | ------ |
| Oro     | Aikaterinī Stefanidī            | Grecia         | 4,91 m |
| Argento | Sandi Morris                    | Stati Uniti    | 4,75 m |
| Bronzo  | Robeilys Peinado Yarisley Silva | Venezuela Cuba | 4,65 m |

## Situazione pre-gara

### Record
Prima di questa competizione, il record del mondo e il record dei campionati erano i seguenti.
| Record                | Prestazione | Atleta                 | Data                               | Competizione              |
| --------------------- | ----------- | ---------------------- | ---------------------------------- | ------------------------- |
| Record mondiale       | 5,06 m      | Elena Isinbaeva Russia | 28 agosto 2009 Zurigo, Svizzera    |                           |
| Record dei campionati | 5,01 m      | Elena Isinbaeva Russia | 12 agosto 2005 Helsinki, Finlandia | Campionati del mondo 2005 |

### Campionesse in carica
Le campionesse in carica a livello mondiale erano:
| Campionessa | Atleta                      | Prestazione | Data                                   | Competizione                |
| ----------- | --------------------------- | ----------- | -------------------------------------- | --------------------------- |
| Olimpico    | Aikaterinī Stefanidī Grecia | 4,85 m      | 19 agosto 2016 Rio de Janeiro, Brasile | Giochi della XXXI Olimpiade |
| Mondiale    | Yarisley Silva Cuba         | 4,90 m      | 27 agosto 2015 Pechino, Cina           | Mondiali 2015               |

### La stagione
Prima di questa gara, le atlete con le migliori tre prestazioni dell'anno erano:
| Pos. | Atleta                      | Prestazione | Data                                |
| ---- | --------------------------- | ----------- | ----------------------------------- |
| 1    | Aikaterinī Stefanidī Grecia | 4,85 m      | 8 giugno 2017 Roma, Italia          |
| 2    | Sandi Morris Stati Uniti    | 4,84 m      | 24 maggio 2017 Houston, Stati Uniti |
| 3    | Jennifer Suhr Stati Uniti   | 4,83 m      | 15 aprile 2017 Austin, Stati Uniti  |

## Risultati

### Qualificazioni
Le qualificazioni si sono tenute il 4 agosto alle ore 19:45.

Qualificazione: le atlete che raggiungono la misura di 4,60 m (Q) o le 12 migliori misure (q) si qualificano alla finale.
| Pos. | Gruppo | Nome                    | Nazionalità                 | 4,20 | 4,35 | 4,50 | 4,55 | 4,60 | Misura | Note |
| ---- | ------ | ----------------------- | --------------------------- | ---- | ---- | ---- | ---- | ---- | ------ | ---- |
| 1    | B      | Aikaterinī Stefanidī    | Grecia                      | -    | -    | -    | -    | o    | 4,60   | Q    |
| 2    | B      | Lisa Ryzih              | Germania                    | -    | -    | o    | o    |      | 4,55   | q    |
| 2    | A      | Sandi Morris            | Stati Uniti                 | -    | o    | o    | o    |      | 4,55   | q    |
| 2    | A      | Robeilys Peinado        | Venezuela                   | o    | o    | o    | o    |      | 4,55   | q    |
| 5    | A      | Alysha Newman           | Canada                      | -    | o    | xxo  | o    |      | 4,55   | q    |
| 6    | B      | Yarisley Silva          | Cuba                        | -    | -    | o    | xo   |      | 4,55   | q    |
| 7    | B      | Nicole Büchler          | Svizzera                    | -    | -    | xxo  | xo   |      | 4,55   | q    |
| 8    | B      | Angelica Bengtsson      | Svezia                      | o    | o    | o    | xxo  |      | 4,55   | q    |
| 8    | B      | Olga Mullina            | Atleti Neutrali Autorizzati | o    | o    | o    | xxo  |      | 4,55   | q    |
| 10   | B      | Anicka Newell           | Canada                      | -    | o    | o    | xxx  |      | 4,50   | q    |
| 10   | A      | Holly Bradshaw          | Regno Unito                 | -    | -    | o    | -    |      | 4,50   | q    |
| 12   | A      | Eliza McCartney         | Nuova Zelanda               | -    | xo   | xo   | xxx  |      | 4,50   | q    |
| 13   | A      | Angelica Moser          | Svizzera                    | o    | xo   | xxo  | xxx  |      | 4,50   |      |
| 14   | A      | Silke Spiegelburg       | Germania                    | o    | o    | xxx  |      |      | 4,35   |      |
| 15   | A      | Liz Parnov              | Australia                   | xo   | o    | xxx  |      |      | 4,35   |      |
| 15   | B      | Tina Šutej              | Slovenia                    | xo   | o    | xxx  |      |      | 4,35   |      |
| 17   | A      | Lisa Gunnarsson         | Svezia                      | xxo  | o    | xxx  |      |      | 4,35   |      |
| 18   | A      | Romana Maláčová         | Rep. Ceca                   | o    | xo   | xxx  |      |      | 4,35   |      |
| 18   | B      | Jiřina Ptáčníková       | Rep. Ceca                   | o    | xo   | xxx  |      |      | 4,35   |      |
| 20   | B      | Ninon Guillon-Romarin   | Francia                     | o    | xxx  |      |      |      | 4,20   |      |
| 20   | B      | Friedelinde Petershofen | Germania                    | o    | xxx  |      |      |      | 4,20   |      |
| 20   | A      | Minna Nikkanen          | Finlandia                   | o    | xxx  |      |      |      | 4,20   |      |
| 20   | A      | Fanny Smets             | Belgio                      | o    | xxx  |      |      |      | 4,20   |      |
| 24   | B      | Maryna Kylypko          | Ucraina                     | xo   | xxx  |      |      |      | 4,20   |      |
| -    | A      | Kelsie Ahbe             | Canada                      | xxx  |      |      |      |      | nm     |      |
| -    | B      | Emily Grove             | Stati Uniti                 | xxx  |      |      |      |      | nm     |      |
| -    | A      | Michaela Meijer         | Svezia                      | -    | xxx  |      |      |      | nm     |      |
| -    | A      | Anzhelika Sidorova      | Atleti Neutrali Autorizzati | -    | -    | xxx  |      |      | nm     |      |
| -    | B      | Jennifer Suhr           | Stati Uniti                 | -    | -    | -    | xxx  |      | nm     |      |
| -    | B      | Amálie Švábíková        | Rep. Ceca                   | xxx  |      |      |      |      | nm     |      |
| -    | A      | Iryna Zhuk              | Bielorussia                 | xxx  |      |      |      |      | nm     |      |

### Finale
La finale si è tenuta il 6 agosto alle ore 19:00.
| Pos. | Nome                 | Nazionalità                 | 4,30 | 4,45 | 4,55 | 4,65 | 4,75 | 4,82 | 4,89 | 4,91 | 5,02 | Misura | Note                                                       |
| ---- | -------------------- | --------------------------- | ---- | ---- | ---- | ---- | ---- | ---- | ---- | ---- | ---- | ------ | ---------------------------------------------------------- |
|      | Aikaterinī Stefanidī | Grecia                      | -    | -    | -    | o    | o    | o    | x-   | o    | xxx  | 4,91   | Miglior prestazione mondiale stagionale · Record nazionale |
|      | Sandi Morris         | Stati Uniti                 | -    | o    | o    | o    | o    | x-   | xx   |      |      | 4,75   |                                                            |
|      | Robeilys Peinado     | Venezuela                   | o    | o    | o    | xo   | xxx  |      |      |      |      | 4,65   | Record nazionale                                           |
|      | Yarisley Silva       | Cuba                        | -    | o    | o    | xo   | xxx  |      |      |      |      | 4,65   |                                                            |
| 5    | Lisa Ryzih           | Germania                    | -    | xo   | o    | xo   | xxx  |      |      |      |      | 4,65   |                                                            |
| 6    | Holly Bradshaw       | Regno Unito                 | -    | -    | o    | xxo  | xxx  |      |      |      |      | 4,65   |                                                            |
| 7    | Alysha Newman        | Canada                      | xo   | o    | o    | xxo  | xxx  |      |      |      |      | 4,65   |                                                            |
| 8    | Olga Mullina         | Atleti Neutrali Autorizzati | xo   | o    | o    | xxx  |      |      |      |      |      | 4,55   |                                                            |
| 9    | Eliza McCartney      | Nuova Zelanda               | -    | o    | xo   | xxx  |      |      |      |      |      | 4,55   |                                                            |
| 10   | Angelica Bengtsson   | Svezia                      | xo   | o    | xo   | xxx  |      |      |      |      |      | 4,55   |                                                            |
| 11   | Nicole Büchler       | Svizzera                    | -    | o    | xxx  |      |      |      |      |      |      | 4,45   |                                                            |
| 12   | Anicka Newell        | Canada                      | xo   | xo   | xxx  |      |      |      |      |      |      | 4,45   |                                                            |